# 佩托悖论
佩托悖论（英語：Peto's paradox）指在物种水平上，癌症的发生率似乎与生物体中的细胞数量无关。例如，尽管鲸鱼的细胞数量多于人类，但人类的癌症发病率却远远高于鲸鱼。如果整个细胞致癌的概率是恒定的，那么鲸鱼的癌症发病率应当高於人类。英国统计学家和流行病学家理查德·佩托首先观察到了这种现象。

## 历史
在1977年，此悖論被理查德·佩托在一篇关于癌症多阶段模型的综述中首次提出，他指出，在细胞对细胞的基础上，人类比小鼠更不容易得癌症。另外，他还指出，不同物种间单个细胞致癌率不同的原因可能由于进化。

## 在同一物种间的体现
在同一物种的中，即使控制了其他风险因素，患癌症的风险和体型也呈正相关。
1998年发表的一项对17,738名英国男性公务员进行的25年纵向研究显示，即使在控制了吸烟等风险因素后，身高与癌症发病率之间也存在正相关，且具有高度的统计学可信度。2011年一项针对100多万英国女性的类似研究发现，即使在控制了一些社会经济和行为风险因素后，也有强有力的统计证据表明癌症与身高之间存在关系。2011年对74,556只北美家养狗的死因分析发现，小型犬种的癌症发病率最低，证实了先前的研究结果。

## 在不同物种间的体现
然而，在不同物种之间，这种相关性就不复存在。2015年，在圣地亚哥动物园的一项研究，选取了从51克的条纹草鼠到4,800公斤的大象，共计36种不同的哺乳類动物，体型大了近10万倍。研究发现体型与癌症发病率之间没有关系，为佩托最初的观察提供了经验支持。

## 进化因素
研究发现多细胞生物的起源于癌症之间存在联系，证实生物进化为多细胞生物需要抑制癌症的发生。随着生物体的体系变大、寿命变长，生物体需要更强大的癌症抑制能力。有证据表明，大象、蓝鲸等大型生物具有更强的抵抗癌症的能力。而中等大小的生物，虽然缺少相关的抵抗癌症的基因，但由于更强的生育能力，依旧能够使物种延续。
不同物种已经进化出各不相同的抑制癌症的机制。2015年1月，《细胞报告》上的一篇论文声称在弓头鲸（Balaena mysticetus）中发现了可能与长寿有关的基因。几乎同一时间，另一个研究小组在裸鼹鼠中发现了一种多糖，似乎可以阻止肿瘤的发展。2015年10月，两项独立的研究表明，大象的基因组中有20个肿瘤抑制基因TP53，而人类和其他哺乳动物只有一个。其他研究显示，在保存下来的猛犸象DNA中存在14个这种基因，但在大象最亲近的活体亲戚海牛和鬣狗的DNA中只有一个。这些结果表明，正如佩托所理论的那样，动物体型与肿瘤抑制之间存在进化关系。

## 新陳代谢与细胞大小的因素
2014年Maciak和Michalak在《进化应用》上发表的一篇论文强调了「细胞大小与不同物种之间的代谢和细胞分裂率的关系在很大程度上没有得到重视」，认为这是造成这個悖论的关键因素，并得出结论：「较大的生物体有更大的、分裂缓慢的细胞，能量周转率更低，这都能显著降低癌症的起病风险。」
Maciak和Michalak认为，细胞大小在哺乳類动物物种间并不统一，使得身体大小并不能完全表明细胞数量。（例如，大象单个红血球的体积大约是欧鼩鼱的四倍。）此外，较大的细胞相比较小的细胞分裂得更慢，这种差异在生物体的生命周期内呈指数级增长。较少的细胞分裂意味着较少的癌症突变机会，而癌症发病率的数学模型对细胞分裂率高度敏感。此外，较大的动物一般具有较低的基础代谢率，遵循一个明确的反对数关系。因此，它们的细胞随着时间的推移，每单位体重所造成的损伤会更小。这些因素结合起来，可以解释这一悖论。